# Spermacoce nesiotica
Spermacoce nesiotica là một loài thực vật có hoa trong họ Thiến thảo. Loài này được (Rob.) G.A.Levin miêu tả khoa học đầu tiên năm 1989.